# Pentekostalizm w Nikaragui
Pentekostalizm w Nikaragui – społeczność wyznawców Kościołów zielonoświątkowych w Nikaragui, będąca drugą siłą religijną w kraju i stanowiąca około 30% społeczeństwa. Ruch zielonoświątkowy dotarł do Nikaragui w roku 1912. Podobnie jak w innych krajach, pentekostalizm jest podzielony na szereg denominacji. Zielonoświątkowcy docierają do ubogich warstw społeczeństwa.

## Historia
W 1912 roku przybywają do Nikaragui misjonarze amerykańscy . Według Alberta Araica pierwszy misjonarz przybył już w 1910 do León, drugiego co do wielkości miasta w Nikaragui. W 1912 przybyła grupa misjonarzy do Matagalpa .
W 1926 powstaje denominacja Zborów Bożych, która stała się największą zielonoświątkową denominacją w Nikaragui. Zielonoświątkowcy docierają do ubogich warstw zarówno w mieście, jak i na wsi .

## Polityczne i religijne uwarunkowania rozwoju pentekostalizmu w kraju
W Nikaragui od chwili powstania państwa, aż do roku 1939, Kościół katolicki miał uprzywilejowaną pozycję. Sytuacja ta zmieniła się jedynie w okresie rządów antyklerykalnego generała José Santos Zelaya (1893-1909). W roku 1939 nikaraguańska konstytucja zagwarantowała wolność religijną. Pomimo tego system edukacyjny w dalszym ciągu był kontrolowany przez kościół katolicki.
W latach 80. USA zaangażowane były w zwalczanie komunizmu w Ameryce Środkowej, co oznaczało wspieranie prawicowych dyktatur w Gwatemali, Hondurasie i Salwadorze oraz zwalczanie sandinistowskiego rządu w Nikaragui. Towarzyszył temu napływ zielonoświątkowych misjonarzy, wspierany przez administrację Reagana.
W latach 60. XX wieku jeden katolicki kapłan przypadał na 4550 wiernych, natomiast w latach 80. – jeden na 7000 wiernych; było to poniżej średniej w Ameryce Łacińskiej. Działania Kościoła koncentrowały się na wielkich miastach, natomiast w małych miastach oraz wsi jego możliwości były ograniczone. Wielu nikaraguańskich katolików miało ograniczony kontakt ze swoim Kościołem.
Wśród czynników, które powodują wzrost pentekostalizmu, wskazuje się na: aktywność ewangelizacyjną, odwołanie do emocji (uzdrowienie wiarą, glosolalia), rozczarowanie Kościołem katolickim. Ponadto aż do lat 70. zielonoświątkowe kościoły były kierowane przez zagranicznych, głównie amerykańskich misjonarzy. Dopiero później czołową rolę zaczęli odgrywać nikaraguańscy liderzy. Niektórzy badacze upatrują przyczyn rozwoju pentekostalizmu również w rewolucji sandinistowskiej. Zwraca się uwagę na to, że rozwojowi ruchu zielonoświątkowego sprzyja globalizacja .

## Zaangażowanie w polityce
W latach 80. pastor Zborów Bożych, Miguel Angel Casco, udzielił poparcia rewolucji sandinistowskiej. Z tego powodu został wyłączony ze społeczności kościelnej Zborów Bożych.
W 1996 pastor Guilermo Osorno założył partię polityczną Camino Cristiano (Chrześcijańska Droga). W 1997 z ramienia tej partii weszło do parlamentu czterech jej przedstawicieli.

## Statystyki i zmiany demograficzne
W II połowie XX wieku miały miejsce trzy krótkie okresy nagłego wzrostu Kościołów protestanckich. Pierwszy miał miejsce w latach 1963-1975, drugi w latach 1979-1990, a trzeci w latach 1990-1995. Czwarty wzrost nastąpił w latach 2000-2007. W roku 1965 protestanci stanowili 3% społeczeństwa, w 1990 – 13%, w 1995 – 17%, w 2007 – 28%. Wzrost ten nastąpił głównie dzięki zielonoświątkowcom. W 1965 zielonoświątkowcy stanowili tylko 20% nikaraguańskich protestantów, a w roku 1982 – 73%.

## Denominacje
- Zbory Boże – 646 663 wiernych w 1164 kościołach[9]
- Kościół Boży
- Kościół Apostolski Wiary w Jezusa Chrystusa
- Zjednoczona Misja Ewangeliczno-Zielonoświątkowa
- Misyjny Zielonoświątkowy Kościół Boży
- Kościół Bożych Proroctw
- Chrześcijański Kościół Zielonoświątkowy
- Zjednoczony Kościół Zielonoświątkowy